# محوطه کالفیان
محوطه کالفیان مربوط به دوران‌های تاریخی پس از اسلام است و در شهرستان قزوین، بخش الموت، روستای معلم کلایه واقع شده و این اثر در تاریخ ۲۵ اسفند ۱۳۸۰ با شمارهٔ ثبت ۵۵۴۴ به‌عنوان یکی از آثار ملی ایران به ثبت رسیده است.